# Teatro de la Huchette

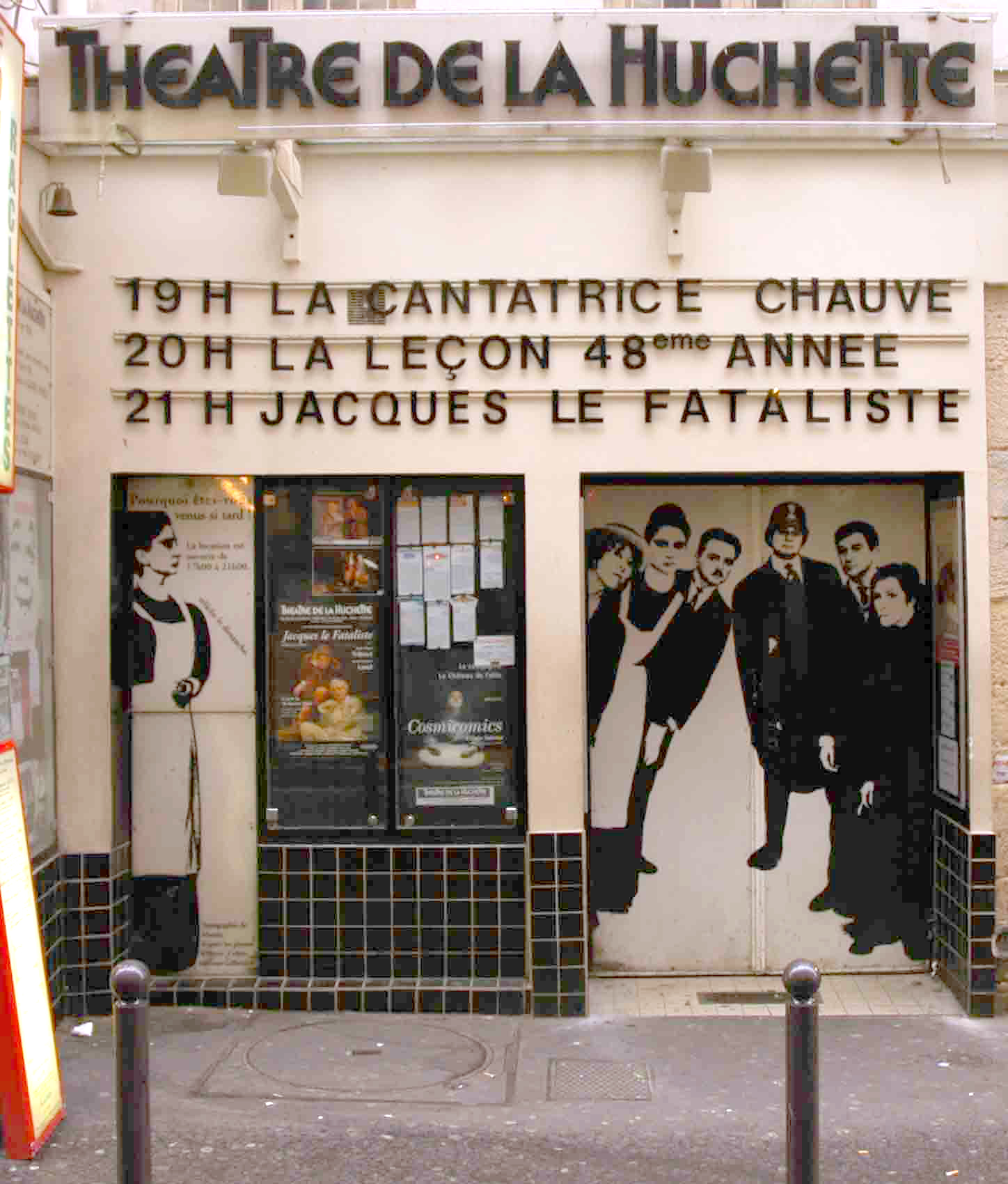
Fachada del Teatro de la Huchette, en 2006.

El Teatro de la Huchette está situado en el nº 23 de la calle de La Huchette en el V Distrito de París.
Fundado en 1948 por Georges Vitaly, fue inaugurado el 26 de abril con la obra Albertina de Valentino Bompiani. 
En el teatro se representan las obras de Eugène Ionesco, La cantante calva (La Cantatrice chauve) y La Leçon (La lección), con la puesta en escena original, desde 1957 ininterrumpidamente. En cartel desde hace más de 50 años, tienen el récord mundial de permanencia continua en el mismo teatro. Sin embargo, no tienen el récord absoluto de representación ininterrumpida, que le corresponde a La ratonera (The Mouse Trap) de Agatha Christie (desde 1952, pero no siempre en la misma sala del West End de Londres).
Todos los días se interpreta además una tercera obra, que no siempre es la misma.
Georges Vitaly da a conocer al público parisino a autores como Georges Schehadé, Valentin Kataiev, Pierre-Aristide Bréal y Jacques Audiberti. A partir de 1952, el nuevo director Marcel Pinard presenta obras de Jean Genet, Federico García Lorca, Ivan Tourgueniev, Eugène Ionesco o Jean Tardieu, entre otros. En 1975, con la muerte de Marcel Pinard, los actores fundan una sociedad de responsabilidad limitada para continuar con su actividad.
El Teatro de la Huchette fue galardonado con un premio Molière honorífico en 2000 por su fidelidad a Ionesco.